# 日産争議

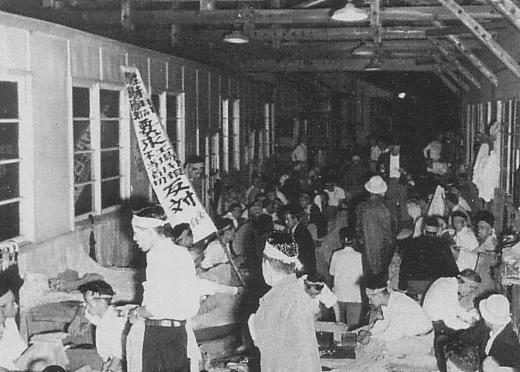
日産争議

日産争議（にっさんそうぎ）は、1953年5月から9月において、日産自動車株式会社と総評系の全日本自動車産業労働組合日産自動車分会との間に生じた労働争議。終結まで100日以上におよび、このため日産百日闘争と呼ばれることもある。くわえて、争議が発生した年から日産53年争議とも呼ばれる。戦後労働運動史上の著名な争議である。戦後の日産で度々争議を起こしてきた総評系労組の壊滅という経営側の勝利に終わったが、後に独裁や労働貴族との批判がある塩路一郎の台頭を招いた。

## 背景
日産でたびたび派閥抗争・社内紛争が起こったのは、創業者の鮎川義介が社名に自分の名を付けることも、子息を入れることもしなかったことが背景にある。日産には創業家出身者が在籍せず、創業家ではない者がトップの社長(サラリーマン社長)になれるからであった。キャリアも実力も似た者同士が足を引っ張り合う不健全競争が構図が社風となってしまっていることが各種社内内紛の火種となっている。戦後、日産では深刻な労働争議が長引いた背景には当時の日産労組は左派色の強い日本労働組合総評議会（総評）系だったことにもある。
全自日産分会は1949年の人員整理をめぐる闘争での敗北以降、職場闘争の強化をはかり、残業時間などを強く規制し、職場における組合の影響力を確保していた。また、全自は1952年夏に同一労働同一賃金などを柱とする賃金原則を掲げ、賃上げ闘争の質的転換を図る方針を出した。この下で闘われた同年秋の賃上闘争では基本給の改正等、日産分会は大きな成果を勝ちとっていたが、1953年においても「未完成闘争の芽をのばせ」とし、さらなる攻勢をかけようとしていた。
こうした組合の動きを、会社側は経営にとっての大きな障害であると認識し、強い態度で臨んでいくことになる。浅原源七社長は1953年の年頭の挨拶で「昨年は労働争議に明けくれたが、これではいけない。要求をいれるべきはいれ、拒否すべきはけっていく方針だが、もっと真剣にならなければならない情勢だ」とし、毅然とした態度で組合に臨む姿勢を見せていた。
また、後に第二組合を結成し組合分裂の中心となる宮家愈（みやけまさる）らの学卒グループも執行部批判を本格化させる。同年2月の執行部改選においては、全自の委員長職を辞して分会に復帰した益田哲夫を落選させようと動いたが、失敗に終っている。

## 経緯
1953年5月に全自は統一闘争として、日産自動車、トヨタ、いすゞの各分会が三社共闘の体制を組み、一斉に賃上要求を各会社に提出。益田哲夫を組合長とする日産分会では8項目におよぶ要求を提出している。会社側は日産分会の要求に強硬な態度で臨み、要求を全面拒否。6月4日に開催された第1回の団体交渉では、逆にノーワーク・ノーペイ（就業時間中の組合活動に対しては賃金を支払わない）の原則の承認や課長の非組合員化を会社側が日産分会に求め、紛糾する。その後も断続的に団交が開催されるも双方の折りあうことはなかった。そして、会社側は6月11日に6月8日以降のノーワーク・ノーペイの実施を通告し、6月の賃金において時間内組合活動の時間分のカットを強行。各職場では激しい部課長の追及がなされた。7月3日からは9日まで1時間ストが実施され、会社側も工場閉鎖をちらつかせる。
7月16日に日産分会は大幅な妥協を提案し決着をはかるも、会社側はこれを受け入れず団交を拒否。以降、分会側は職場闘争やストライキを強化し、会社側は分会側の労働者に給与を支払わず、臨時休業や、ロックアウトなどで対抗するなど、労使双方の応酬が続く。トヨタやいすゞが8月初旬には妥結をみるなかで、日産では解決の糸口がつかめないまま泥沼化していく。浅原源七社長の指揮のもと会社が強硬な態度をとった背景には日経連から後押しを受けていたこともあったとも言われている。8月半ばには分会幹部の逮捕や懲戒解雇が行われ、また会社側が巨大なバリケードを築き、分会との団体交渉を拒否する姿勢を強く示し、事態は一層悪化した。分会は中央労働委員会に提訴するなどして会社を交渉の場に出させようとするが、会社側は申し入れにも返事をせず、交渉に応じなかった。
8月30日に宮家愈、塩路一郎らが日産分会から分裂して、会社側御用組合の日産自動車労働組合（略称日産労組）を結成、塩路が先頭にたって、刑事事件に発展するほどの分会側労働者の引き抜き・切り崩し作戦を展開する。長期化する紛争は社会問題化し、9月には衆参両院の労働委員会で参考人質疑が実施されている。この時、経営側は出席を拒否したが、日産分会組合長益田哲夫は参考人として国会で答弁にたっている。
9月11日に団交再会の予備交渉が行われ、9月14日に団交再開。以後団交が断続的に行われるものの、結局9月21日、分会は会社側の要求を全面的に受け入れ争議を終結することになった。全面的な日産分会側の敗北であった。

## 日産争議後の全自日産分会
日産争議終了後、日産分会は職場闘争で失地を回復しようとするが、会社側の職制を通じて強化された管理に阻まれた。また日産労組の日産分会の切り崩しの結果、同労組が同年10月には過半数組合となった。日産分会が盛り返す局面もあったが、12月5日に会社が分会員を中心とする141名に諭旨退職などの処分を行い分会は壊滅的なダメージを受ける。また日産争議中に分会が組合員に貸しつけた生活資金の返済をめぐる問題が日産労組との間でもちあがり、その余波を受けて1954年12月に全自は解散することになった。
全自解散後も日産分会は活動を続けていたが、分会執行部を狙いうちにした待命（解雇）や神奈川地労委での申入れ棄却（敗訴）などをうけて1956年9月に解散した。

## 関連文献
- 飯島光孝 (1993)『生命ある限り第2部 朝、はるかに』門土社総合出版
- 上井喜彦（1994）『労働組合の職場規制』東京大学出版会
- 熊谷徳一・嵯峨一郎（1983）『日産争議1953』五月社
- 黒田兼一（1984, 1986）「企業内労資関係と労務管理(I)(II)(II)」『桃山学院大学経済経営論集』第26巻1号、2号、第27巻4号
- 日産自動車株式会社（1965）『日産自動車三十年史』
- 日産労連運動史編集委員会（1992）『全自・日産分会』上中下
- 吉田誠（2007）『査定規制と労使関係の変容』大学教育出版

- デイヴィッド・ハルバースタム　高橋伯夫訳 『覇者の驕り』　日本放送出版協会、1986年（新潮文庫版 上下 1990年で再刊。なお著者名が、本訳書ではデイヴィッドではなくデイビッドとなっている。フォードとの対比で論じているところが多い）